# Styrax tomentosus
Styrax tomentosus là một loài thực vật có hoa trong họ Bồ đề. Loài này được Bonpl. miêu tả khoa học đầu tiên năm 1799.